# Castillo de Solivella

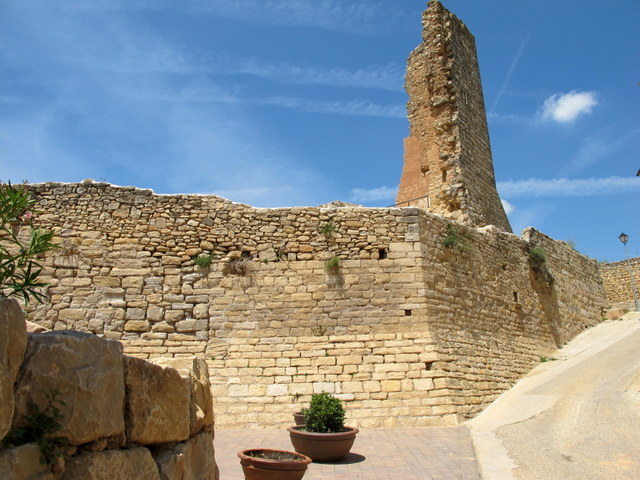
Murallas (mayo de 2012)

El castillo de Solivella se encuentra en la parte más alta de la villa de Solivella dominando gran parte del término. Fue construido a finales del siglo XV y a principios del siglo XVI por los Llorac aprovechando elementos anteriores. Se trataba de una gran edificación del gótico florido catalán. En la actualidad, el castillo como espacio turístico, se integra dentro del Museo Comarcal de la Cuenca de Barberá (MCCB).

## Historia
Está documentado por primera vez en 1076 en un texto de donación. Del linaje Solivella, se  tiene noticia por primera vez con Pere de Olivella (o Solivella) en 1204. Hace de testigo en una cesión de Guillem de Puigverd al monasterio de Poblet. Un Ponç de Solivella hace de albacea del testamento de Pere de Queralt.
Durante el siglo XIII el castillo era propiedad de la familia Puigverd y después pasó en los Anglesola, por casamiento de Elvira de Puigverd con Berenguer Arnau de Anglesola. A comienzo del siglo XIV, los albaceas de Ramón de Anglesola vendieron por 50.000 sueldos el castillo y el lugar de Solivella al Santas Creus, pero habiendo cuestionado la venta la viuda y sus hijos ante Jaime II, los recuperaron devolviendo al monasterio el dinero pagado. En 1324, Sibila de Anglesola, viuda de Ramón de Anglesola, vendió, con la autorización del rey, el castillo y el lugar de Solivella, al ciudadano barcelonés Arnau Messeguer. En 1391 regresó a la corona y dos años más tarde el rey Juan I lo vendió a carta de gracia junto con las jurisdicciones alta y baja y el mero y mixto imperio a Ramón de Abella.  Este noble, en enero de 1394, el ajena a Berenguer de Boixadors, que en 1424 lo vendió al rey Alfonso el Magnánimo .  El monarca, el mismo año, él volvió a vender, a carta de gracia, a Ramón Berenguer de Llorac, casado con Violante, castlana de Solivella.  Esta familia construyó, sobre el castillo primitivo, una fortaleza nueva de estilo gótico con elementos renacentistas.
En 1599, Felip III de Castilla creó la baronía de Solivella, con carácter pleno (civil y criminal), a favor de Simón Berenguer de Llorac y Castellón.  A raíz de las desavenencias entre los Llorac y los habitantes de Solivella, pasó de nuevo a la corona en 1729 pero Juan de Llorac lo recuperó un año más tarde.  En 1751, el castillo pasó a Despujol, marqueses de Palmerola, por boda de M. Josefa de Llorac con Francisco X. Despujol.  El edificio fue castigado, durante la primera guerra carlista , donde se hicieron fuertes los carlistas.  Restaurado después, fue nuevamente dañado durante la segunda guerra carlista .  Ignacio María Despujol lo vendió, en 1870, por 5.000 duros, los propietarios de Solivella, Francisco Casamitjana y Andreu y Tomás Español y Travé.  Al poco tiempo, Frederic Travé, la adquirió de los mencionados propietarios y lo cedió al ayuntamiento de Solivella.  El conjunto se conservó, aunque muy deteriorado, hasta finales del siglo XIX.  En 1915 el castillo fue dinamitado.

## Arquitectura
Hasta principios del siglo XX  existían todavía unos importantes restos del castillo medieval. Actualmente quedan las paredes de un ángulo de unos 10 m de altura en el extremo NE. También  vemos unas hiladas de sillares en el lado oeste. Al sur hay un portal de época medieval tardía y restos de murallas. 
En cuanto al castillo gótico, construido a finales del siglo XV, principios del XV, actualmente quedan los muros e indicios del setial. El castillo era de planta rectangular, rodeado por una muralla de doble recinto. Las torres alternaban la planta circular y la cuadrada con almenas, saeteras y matacanes y tenía un patio central con una escala que conducía a la planta noble. El patio de armas se encuentra casi derruido. En medio del patio de armas hay la antigua cisterna que se aprovechó para hacer de depósito de agua de la villa, tarea que aún realiza el día de hoy .